# Монс Ауреус (насеље)
Монс Ауреус (лат. Mons Aureus — „Златно брдо”) је било римско градско насеље које се налазило у близини данашњег села Сеоне, западно од Смедерева.

## Локација
Монс Ауреус је означен као цивитас (лат. civitas — „насеље”), али није сигурна његова локација. Itinerar Antonini бележи да се Монс Ауреус налази 24 миљe од Сингидунума (лат. Singidunum; данас Београд), док у Itineraru Hiero-Solomi пише да је удаљен 25 миља од Сингидунума. На Tabuli Peutingeriani пише да је растојање између ова два насеља 26 миља.

## Историја
Верује се да насеље потиче из времена владавине цара Трајана (98—117), јер су пронађени фрагменти керамике из краја 1. и почетка 2. века нове ере, мада утврђење вероватно потиче из периода владавине Марка Аурелија Проба (276—282). За Проба се такође везује сађење винове лозе у овом насељу. Засађене винограде је додељивао мештанима, који су подизали на овом месту мање виле рустике, што је допринело увећању града. Живот у насељу се наставља све до средњег века, када насеље престаје са живљењем.

## Остале употребе назива
Народна библиотека Смедерево издаје часопис Монс Ауреус. Часопис излази 4 пута годишње, а први број је објављен у октобру 2003. године.